# Cemil Turan
Cemil Turan (Estambul, Turquía; 1 de enero de 1947) es un exfutbolista turco. Jugaba de delantero y fue profesional desde 1966 hasta su retiro en 1980. Fue internacional absoluto por la selección de Turquía entre 1970 y 1979, jugó 44 encuentros y anotó 19 goles por su país, donde es uno de los máximos goleadores históricos.

## Estadísticas
Referencia.
| Sarıyer G.K. Turquía                      |               |               |     |    |   |    |    |   |   |  |
| 2.ª                                       | 1966-67       | 29            | 8   | ?  | ? |    |    | ? | ? |  |
| 2.ª                                       | 1967-68       | 35            | 16  |    |   |    |    |   |   |  |
| Total club                                | Total club    | 64            | 24  |    |   |    |    |   |   |  |
| Istanbulspor Turquía                      |               |               |     |    |   |    |    |   |   |  |
| 1.ª                                       | 1968-69       | 30            | 7   | ?  | ? |    |    | ? | ? |  |
| 1.ª                                       | 1969-70       | 29            | 7   |    |   |    |    |   |   |  |
| 1.ª                                       | 1970-71       | 30            | 8   |    |   |    |    |   |   |  |
| 1.ª                                       | 1971-72       | 28            | 9   |    |   |    |    |   |   |  |
| Total club                                | Total club    | 117           | 31  |    |   |    |    |   |   |  |
| Fenerbahçe Turquía                        |               |               |     |    |   |    |    |   |   |  |
| 1.ª                                       | 1972-73       | 18            | 6   | ?  | ? | -  | -  | ? | ? |  |
| 1.ª                                       | 1973-74       | 30            | 14  |    |   | 4  | 4  |   |   |  |
| 1.ª                                       | 1974-75       | 27            | 10  |    |   | 4  | 2  |   |   |  |
| 1.ª                                       | 1975-76       | 30            | 17  |    |   | 2  | 0  |   |   |  |
| 1.ª                                       | 1976-77       | 29            | 14  |    |   | 2  | 2  |   |   |  |
| 1.ª                                       | 1977-78       | 30            | 17  |    |   | 0  | 0  |   |   |  |
| 1.ª                                       | 1978-79       | 13            | 5   |    |   | 2  | 0  |   |   |  |
| 1.ª                                       | 1979-80       | 15            | 2   |    |   | 0  | 0  |   |   |  |
| Total club                                | Total club    | 192           | 85  |    |   | 14 | 8  |   |   |  |
| Total carrera                             | Total carrera | Total carrera | 373 | 85 |   |    | 14 | 8 |   |  |
| (1) Incluye datos de (2) Incluye datos de |               |               |     |    |   |    |    |   |   |  |

## Palmarés

### Títulos nacionales
Referencia.
| Título               | Club       | País    | Año     |
| -------------------- | ---------- | ------- | ------- |
| Superliga            | Fenerbahçe | Turquía | 1973-74 |
| Superliga            | Fenerbahçe | Turquía | 1974-75 |
| Superliga            | Fenerbahçe | Turquía | 1977-78 |
| Copa de Turquía      | Fenerbahçe | Turquía | 1974    |
| Copa de Turquía      | Fenerbahçe | Turquía | 1979    |
| Supercopa de Turquía | Fenerbahçe | Turquía | 1973    |
| Supercopa de Turquía | Fenerbahçe | Turquía | 1975    |
| TSYD Cup             | Fenerbahçe | Turquía | 1973    |
| TSYD Cup             | Fenerbahçe | Turquía | 1975    |
| TSYD Cup             | Fenerbahçe | Turquía | 1976    |
| TSYD Cup             | Fenerbahçe | Turquía | 1978    |
| TSYD Cup             | Fenerbahçe | Turquía | 1979    |
| TSYD Cup             | Fenerbahçe | Turquía | 1980    |
| Copa del Canciller   | Fenerbahçe | Turquía | 1973    |
| Copa del Canciller   | Fenerbahçe | Turquía | 1978    |
| Copa del Canciller   | Fenerbahçe | Turquía | 1980    |

### Distinciones individuales
| Distinción                                 | Año                |
| ------------------------------------------ | ------------------ |
| Máximo goleador de la Superliga de Turquía | 1973-74 (14 goles) |
| Máximo goleador de la Superliga de Turquía | 1975-76 (17 goles) |
| Máximo goleador de la Superliga de Turquía | 1977-78 (17 goles) |
| Futbolista turco del año                   | 1977               |